# Чемпіонат світу з настільного тенісу
Чемпіонати світу з настільного тенісу — змагання найсильніших майстрів настільного тенісу, організовувані Міжнародною федерацією цього виду спорту (ITTF).

## Історія чемпіонатів світу
Перший чемпіонат світу з настільного тенісу відбувся в грудні 1926 року в лондонському залі «Меморієл Голл». Майстри малої ракетки з семи країн розіграли п'ять комплектів медалей: у чоловічому командному, чоловічому та жіночому одиночних, чоловічому і змішаному парному розрядах. З наступної першості у програмі з'явилися жіночі парні змагання, з 1933 року — жіночі командні. До 1957 року світові першості проводили щороку, а з 1959 — раз на два роки, що було пов'язано з початком розіграшів чемпіонатів Європи.
45-й чемпіонат світу через неможливість його проведення в Югославії розтягнувся на два роки, причому ITTF вперше розділила особисті і командні змагання: 1999 року медалі в особистих видах розіграли в Ейндговені, а в командних — 2000 року в Куала-Лумпурі. У 2001 році в Осаці пройшов останній особисто-командний чемпіонат, 47-і першості світу були зіграні вже в різних містах і в різний час. 2001 року було прийнято ще одне важливе рішення: починаючи з Парижу-2003 у парному розряді заборонена участь інтернаціональних дуетів.

## Призи чемпіонатів світу
На чемпіонатах світу крім медалей розігруються перехідні Кубки. Переможцю чоловічих одиночних змагань з ініціативи Корті Вудкока вручається Ваза Святого Брайда (за назвою лондонського клубу настільного тенісу при інституті Св. Брайда). Першим тенісистом, нагородженим цим призом, став у 1929 році легендарний Фред Перрі, який згодом три рази й останнім з англійців перемагав на Вімблдонському турнірі. У 1931 році президентом Угорської асоціації настільного тенісу Гаспаром Гейтсом установлений приз для переможниць жіночих одиночних змагань.
На 14-му чемпіонаті світу (1947) шах Ірану підніс організатором свій кубок з пропозицією вручати його найкращій чоловічій парі світу. У 1948 році чемпіонкам жіночих парних змагань був вперше вручено Трофей І. Д. Поупа, почесного секретаря ITTF. З цього ж року переможці турніру в міксті нагороджуються перехідним призом Хейдусека, заснованим секретарем Чехословацького союзу настільного тенісу Зденеком Хейдусеком.
Переможці змагань серед чоловічих команд із самого першого чемпіонату світу нагороджуються Кубком леді Свейтлінг, а найкращі жіночі команди — Кубком Марселя Корбійона, віце-президента ITTF і президента Французької федерації настільного тенісу.

## Переможці чемпіонатів світу
В історії першостей планети можна виділити цілі епохи практично повної гегемонії представників однієї країни. До 1950-х років законодавцями мод були європейці, особливо багато перемог здобули спортсмени з Угорщини. У 1930, 1931, 1933 рр. угорські тенісисти перемагали у всіх видах програми, а в 1935 році найсильніший майстер того часу Віктор Барна в рамках одної першості завоював 4 золоті медалі, встановивши рекорд, який у зв'язку з поділом особистих і командних чемпіонатів світу вже ніколи не буде побитий.
У 1952 році почалася нова епоха в розвитку гри — чемпіонат світу вперше проходив в Азії і вперше виступили на світовій першості японські гравці, які завоювали чотири «золота» з семи. Там же, в Бомбеї, у боротьбі за звання найсильніших у світі дебютували китайські тенісисти, проте перший титул чемпіонів світу їм дістався в 1959-му — на чемпіонаті світу в Дортмунді. Найсильнішим в одиночному розряді став Жун Готуань. На наступній першості, що проходив через два роки в Пекіні, господарі завоювали 3 вищих титули з семи, в 1965-му — вже 5. У 1967 і 1969 рр. спортсмени з Піднебесної за політичними мотивами на чемпіонатах світу не участі не брали, але згодом суперництво представників азійської школи було продовжено.
Чемпіонат світу 1969 року в Мюнхені став найуспішнішим для спортсменів з СРСР: Зоя Руднова і Світлана Грінберг перемогли у парному розряді і в команді, до якої також входили Рита Погосова і Лайма Амеліна. Через 6 років Станіслав Гомозков та Тетяна Фердман святкували перемогу в міксті на турнірі в Калькутті.
З 1980-х років перевага майстрів малої ракетки з Китаю стає переважаючою. Окремі чемпіонати світу приносили все ж успіх європейцям, перш за все великому поколінню шведських гравців. Проте загальну тенденцію нечисленні винятки не порушили — китайська гегемонія в настільному тенісі, особливо в жіночому, існує і продовжує набирати обертів.

### Особисті змагання
|                          | Одиночний розряд  | Одиночний розряд          | Парний розряд                    | Парний розряд                      | Мікст                             | Мікст |
| ------------------------ | ----------------- | ------------------------- | -------------------------------- | ---------------------------------- | --------------------------------- | ----- |
| Чоловіки Ваза св. Брайда | Жінки Приз Гейста | Чоловіки Кубок Ірану      | Жінки Трофей Поупа               | Приз Хейдусека                     |                                   |       |
| 1926/27 Лондон           | Роланд Якобі      | Марія Меднянські          | Роланд Якобі Даніель Печі        |                                    | Золтан Мехловіч Марія Меднянські  |       |
| 1928 Стокгольм           | Золтан Мехловіч   | Марія Меднянські          | Альфред Лебстер Роберт Тум       | Марія Меднянські Фанкетте Фламм    | Золтан Мехловіч Марія Меднянські  |       |
| 1929 Будапешт            | Фред Перрі        | Марія Меднянські          | Віктор Барна Міклош Шабадош      | Еріка Метцгер Мона Рюстер          | Іштван Келен Анне Шипош           |       |
| 1930 Берлін              | Віктор Барна      | Марія Меднянські          | Віктор Барна Міклош Шабадош      | Марія Меднянські Анне Шипош        | Міклош Шабадош Марія Меднянські   |       |
| 1931 Будапешт            | Міклош Шабадош    | Марія Меднянські          | Віктор Барна Міклош Шабадош      | Марія Меднянські Анне Шипош        | Міклош Шабадош Марія Меднянські   |       |
| 1932 Прага               | Віктор Барна      | Анне Шипош                | Віктор Барна Міклош Шабадош      | Марія Меднянські Анне Шипош        | Віктор Барна Анне Шипош           |       |
| 1933 Баден               | Віктор Барна      | Анне Шипош                | Віктор Барна Шандор Гланч        | Марія Меднянські Анне Шипош        | Іштван Келен Марія Меднянські     |       |
| 1934 Париж               | Віктор Барна      | Мария Кеттнерова          | Віктор Барна Міклош Шабадош      | Марія Меднянські Анне Шипош        | Міклош Шабадош Марія Меднянські   |       |
| 1935 Лондон              | Віктор Барна      | Мария Кеттнерова          | Віктор Барна Миклош Шабадош      | Марія Меднянські Анне Шипош        | Віктор Барна Анне Шипош           |       |
| 1936 Прага               | Станіслав Коларж  | Рут Ааронс                | Джеймс Макклюр Роберт Блеттнер   | Марія Кеттнерова Марія Шмідова     | Мирослав Хамер Гертруда Клейнова  |       |
| 1937 Баден, Відень       | Ріхард Бергман    | Рут Ааронс і Труді Прітці | Джеймс Макклюр Роберт Блэттнер   | Власта Депетрисова Віра Вотрубкова | Богуміл Ваня Віра Вотрубкова      |       |
| 1938 Лондон              | Богуміл Ваня      | Труді Прітці              | Сол Шифф Джеймс Макклюр          | Власта Депетрисова Віра Вотрубкова | Ласло Беллак Енді Вудхед          |       |
| 1939 Каїр                | Ріхард Бергман    | Власта Депетрисова        | Віктор Барна Річард Бергман      | Хільде Буссман Труде Прітці        | Богумил Ваня Вера Вотрубкова      |       |
| 1947 Париж               | Богуміл Ваня      | Гізелла Фаркаш            | Богуміл Ваня Адольф Шляр         | Гізелла Фаркаш Труде Прітці        | Ференц Шоош Гізелла Фаркаш        |       |
| 1948 Лондон              | Ріхард Бергман    | Гізелла Фаркаш            | Богуміл Ваня Ладислав Штіпек     | Маргарет Френкс Віра Томас         | Річард Майлс Тельма Толл          |       |
| 1949 Стокгольм           | Джонні Ліч        | Гізелла Фаркаш            | Іван Андреадіс Франтішек Токарж  | Гізелла Фаркаш Елен Елліот         | Ференц Шидо Гізелла Фаркаш        |       |
| 1950 Будапешт            | Ріхард Бергман    | Анжеліка Розяну           | Ференц Шидо Ференц Шоош          | Дора Береджі Елен Елліот           | Ференц Шидо Гізелла Фаркаш        |       |
| 1951 Відень              | Джонні Ліч        | Анжеліка Розяну           | Богуміл Ваня Іван Андреадіс      | Діана Роу Розалін Роу              | Богуміл Ваня Анжеліка Розяну      |       |
| 1952 Бомбей              | Хиродзі Сато      | Анжеліка Розяну           | Норікадзу Фудзі Тадакі Хаясі     | Сідзукі Нарахара Томі Нісімура     | Ференц Шидо Анжеліка Розяну       |       |
| 1953 Бухарест            | Ференц Шидо       | Анжеліка Розяну           | Ференц Шидо Йозеф Коціан         | Гізелла Фаркаш Анжеліка Розяну     | Ференц Шидо Анжеліка Розяну       |       |
| 1954 Лондон              | Ітіро Огімура     | Анжеліка Розяну           | Жарко Долінар Вілім Харангозо    | Діана Роу Розалін Роу              | Іван Андреадіс Гізелла Фаркаш     |       |
| 1955 Утрехт              | Тосіакі Танака    | Анжеліка Розяну           | Ладислав Штіпек Іван Андреадіс   | Анжеліка Розяну Елла Целлєр        | Кальман Шепеші Єва Коціан         |       |
| 1956 Токіо               | Ітіро Огімура     | Томі Окава                | Ітіро Огімура Йосіо Томіта       | Анжеліка Розяну Елла Целлєр        | Ервін Кляйн Ло Нойбергер          |       |
| 1957 Стокгольм           | Тосіакі Танака    | Фудзі Егуті               | Ладислав Штіпек Іван Андреадіс   | Агнеш Шимон Лівія Мошоці           | Ітіро Огімура Фудзі Егуті         |       |
| 1959 Дортмунд            | Жун Готуань       | Кіміо Мацудзакі           | Ітіро Огімура Теруо Муракамі     | Кадзуко Ямаїдзумі Таеко Намба      | Ітіро Огімура Фудзі Егути         |       |
| 1961 Пекін               | Чжуан Цзедун      | Цю Чжунху                 | Кодзі Кімура Нобуя Хосіно        | Марія Александру Георгіта Пітіка   | Ітіро Огімура Кіміо Мацудзакі     |       |
| 1963 Прага               | Чжуан Цзедун      | Кіміо Мацудзакі           | Чжан Селінь Ван Чжилян           | Кіміо Мацудзакі Масако Секі        | Кодзі Кімура Кадзуко Ямаїдзумі    |       |
| 1965 Любляна             | Чжуан Цзедун      | Наоко Фукадзу             | Сюй Іьшэен Чжуан Цзедун          | Лінь Хуейцін Чжен Міньчжи          | Кодзі Кімура Масако Секі          |       |
| 1967 Стокгольм           | Нобукіхо Хасегава | Сатіко Морісава           | Ханс Альсер Кьєлл Юханссон       | Саеко Хірота Сатіко Морісава       | Нобухіко Хасегава Норіко Яманака  |       |
| 1969 Мюнхен              | Сігео Іто         | Тосіко Кавада             | Ханс Альсер Кьєлл Юханссон       | Зоя Руднова Світлана Грінберг      | Нобухіко Хасегава Ясуко Конно     |       |
| 1971 Нагоя               | Стеллан Бенгтссон | Лінь Хуейцін              | Іштван Йонер Тібор Клампар       | Чжен Миньчжи Лінь Хуейцін          | Чжан Селінь Лінь Хуейцін          |       |
| 1973 Сараєво             | Сі Еньтін         | Ху Юйлань                 | Стеллан Бенгтссон Кьєлл Юханссон | Марія Александру Міхо Хамада       | Лян Гелян Лі Лі                   |       |
| 1975 Калькутта           | Іштван Йонер      | Пак Юн Сун                | Іштван Йонер Габор Гергеї        | Марія Александру Соко Такахасі     | Станіслав Гомозков Тетяна Фердман |       |
| 1977 Бірмінгем           | Міцуро Коно       | Пак Юн Сун                | Лі Чженьши Лян Гелян             | Пак Йон Ок Ян Ін                   | Жак Секретен Клод Бержере         |       |
| 1979 Пхеньян             | Сейдзі Оно        | Ге Сінай                  | Драгутін Шурбек Антон Стипанчіч  | Чжан Лі Чжан Дейн                  | Лян Гелян Ге Сінай                |       |
| 1981 Новий Сад           | Го Юехуа          | Тун Лін                   | Цай Чженьхуа Лі Чженьши          | Цао Яньхуа Чжан Дейн               | Се Сайке Хуан Цзюньцюнь           |       |
| 1983 Токіо               | Го Юехуа          | Цао Яньхуа                | Зоран Калініч Драгутін Шурбек    | Дай Лілі Шень Цзяньпін             | Го Юехуа Ні Сялянь                |       |
| 1985 Гетеборг            | Цзян Цзялян       | Цяо Яньхуа                | Мікаель Аппельгрен Ульф Карлссон | Дай Лілі Ген Ліцзюань              | Цай Чженьхуа Цао Яньхуа           |       |
| 1987 Делі                | Цзян Цзялян       | Хе Чжилі                  | Чень Лунцань Вей Цюнгуан         | Хьон Джонхва Ян Йонджа             | Ху Цзюнь Ген Ліцзюань             |       |
| 1989 Дортмунд            | Ян-Уве Вальднер   | Цяо Хун                   | Йорг Росскопф Штеффен Фетцнер    | Цяо Хун Ден Япін                   | Ю Намгю Хьон Джонхва              |       |
| 1991 Тіба                | Йорген Перссон    | Ден Япін                  | Петер Карлссон Томас фон Шееле   | Чень Цзихе Гао Цзюнь               | Ван Тао Лю Вей                    |       |
| 1993 Гетеборг            | Жан-Філіпп Гасьєн | Хьон Джонхва              | Ван Тао Люй Лінь                 | Лю Вей Цяо Юньпін                  | Ван Тао Лю Вей                    |       |
| 1995 Тяньцзінь           | Кун Лінху         | Ден Япін                  | Ван Тао Люй Лінь                 | Ден Япін Цяо Хун                   | Ван Тао Лю Вей                    |       |
| 1997 Манчестер           | Ян-Уве Вальднер   | Ден Япін                  | Кун Лінху Лю Голян               | Ден Япін Ян Ін                     | Лю Голян У На                     |       |
| 1999 Ейндховен           | Лю Голян          | Ван Нань                  | Кун Лінху Лю Голян               | Ван Нань Лі Цзюй                   | Ма Лінь Чжан Інін                 |       |
| 2001 Осака               | Ван Ліцінь        | Ван Нань                  | Ван Ліцінь Янь Сень              | Ван Нань Лі Цзюй                   | Цинь Чжицзянь Ян Ін               |       |
| 2003 Париж               | Вернер Шлагер     | Ван Нань                  | Ван Ліцінь Янь Сень              | Ван Нань Чжан Інін                 | Ма Лінь Ван Нань                  |       |
| 2005 Шанхай              | Ван Ліцінь        | Чжан Інін                 | Кун Лінху Ван Хао                | Ван Нань Чжан Інін                 | Ван Ліцінь Гуо Юе                 |       |
| 2007 Загреб              | Ван Ліцінь        | Гуо Юе                    | Чень Ці Ма Лінь                  | Ван Нань Чжан Інін                 | Ван Ліцінь Гуо Юе                 |       |
| 2009 Йокогама            | Ван Хао           | Чжан Інін                 | Чень Ці Ван Хао                  | Гуо Юе Лі Сяося                    | Лі Пін Цао Чжень                  |       |
| 2011 Роттердам           | Чжан Цзіке        | Дін Нін                   | Ма Лун Сюй Сінь                  | Гуо Юе Лі Сяося                    | Чжан Чао Цао Чжень                |       |
| 2013 Париж               | Чжан Цзіке        | Лі Сяося                  | Чуан Чі-Юань Чень Чіень-Ань      | Гуо Юе Лі Сяося                    | Кім Хьок Бон Кім Єн               |       |
| 2015 Сучжоу              | Ма Лун            | Дін Нін                   | Сюй Сінь Чжан Цзіке              | Лю Шівень Чжу Юйлін                | Сюй Синь Ян Хаюн                  |       |

### Командні змагання
|                      | Чоловіки       | Жінки          |
| 1926/27 (Лондон)     | Угорщина       |                |
| 1928 (Стокгольм)     | Угорщина       |                |
| 1929 (Будапешт)      | Угорщина       |                |
| 1930 (Берлін)        | Угорщина       |                |
| 1931 (Будапешт)      | Угорщина       |                |
| 1932 (Прага)         | Чехословаччина |                |
| 1933 (Баден)         | Угорщина       |                |
| 1934 (Париж)         | Угорщина       | Німеччина      |
| 1935 (Лондон)        | Угорщина       | Чехословаччина |
| 1936 (Прага)         | Австрія        | Чехословаччина |
| 1937 (Баден, Відень) | США            | США            |
| 1938 (Лондон)        | Угорщина       | Чехословаччина |
| 1939 (Каїр)          | Чехословаччина | Німеччина      |
| 1947 (Париж)         | Чехословаччина | Англія         |
| 1948 (Лондон)        | Чехословаччина | Англія         |
| 1949 (Стокгольм)     | Угорщина       | США            |
| 1950 (Будапешт)      | Чехословаччина | Румунія        |
| 1951 (Відень)        | Чехословаччина | Румунія        |
| 1952 (Бомбей)        | Угорщина       | Японія         |
| 1953 (Бухарест)      | Англія         | Румунія        |
| 1954 (Лондон)        | Японія         | Японія         |
| 1955 (Утрехт)        | Японія         | Румунія        |
| 1956 (Токіо)         | Японія         | Румунія        |
| 1957 (Стокгольм)     | Японія         | Японія         |
| 1959 (Дортмунд)      | Японія         | Японія         |
| 1961 (Пекін)         | КНР            | Японія         |
| 1963 (Прага)         | КНР            | Японія         |
| 1965 (Любляна)       | КНР            | КНР            |
| 1967 (Стокгольм)     | Японія         | Японія         |
| 1969 (Мюнхен)        | Японія         | СРСР           |
| 1971 (Нагоя)         | КНР            | Японія         |
| 1973 (Сараєво)       | Швеція         | Південна Корея |
| 1975 (Калькутта)     | КНР            | КНР            |
| 1977 (Бірмінгем)     | КНР            | КНР            |
| 1979 (Пхеньян)       | Угорщина       | КНР            |
| 1981 (Новий Сад)     | КНР            | КНР            |
| 1983 (Токіо)         | КНР            | КНР            |
| 1985 (Гетеборг)      | КНР            | КНР            |
| 1987 (Делі)          | КНР            | КНР            |
| 1989 (Дортмунд)      | Швеція         | КНР            |
| 1991 (Тіба)          | Швеція         | Північна Корея |
| 1993 (Гетеборг)      | Швеція         | КНР            |
| 1995 (Тяньцзінь)     | КНР            | КНР            |
| 1997 (Манчестер)     | КНР            | КНР            |
| 2000 (Куала-Лумпур)  | Швеція         | КНР            |
| 2001 (Осака)         | КНР            | КНР            |
| 2004 (Доха)          | КНР            | КНР            |
| 2006 (Бремен)        | КНР            | КНР            |
| 2008 (Гуанчжоу)      | КНР            | КНР            |
| 2010 (Москва)        | КНР            | Сінгапур       |
| 2012 (Дортмунд)      | КНР            | КНР            |
| 2014 (Токіо)         |                |                |